# 長吉長原
長吉長原（ながよしながはら）は、大阪府大阪市平野区にある町名。現行行政地名は長吉長原一丁目から長吉長原四丁目。

## 地理
平野区の南東部に位置し、東に長吉長原東、西に長吉長原西、南に長吉川辺、北に長吉出戸と接している。

## 歴史

### 沿革
1974年（昭和49年）、大阪市東住吉区長吉長原町・長吉出戸町の各一部より、平野区長吉長原1 - 4丁目成立。

## 世帯数と人口
2024年（令和6年）9月30日現在の世帯数と人口は以下の通りである。
| 丁目           | 世帯数    | 人口    |
| -------------- | --------- | ------- |
| 長吉長原一丁目 | 1,297世帯 | 2,309人 |
| 長吉長原二丁目 | 737世帯   | 1,416人 |
| 長吉長原三丁目 | 731世帯   | 1,419人 |
| 長吉長原四丁目 | 1,140世帯 | 2,375人 |
| 計             | 3,905世帯 | 7,519人 |

### 人口の変遷
国勢調査による人口の推移。
| 1995年（平成7年）  | 6,764人 | [ 6 ]  |  |
| 2000年（平成12年） | 7,740人 | [ 7 ]  |  |
| 2005年（平成17年） | 7,777人 | [ 8 ]  |  |
| 2010年（平成22年） | 7,626人 | [ 9 ]  |  |
| 2015年（平成27年） | 7,536人 | [ 10 ] |  |
| 2020年（令和2年）  | 7,489人 | [ 11 ] |  |

### 世帯数の変遷
国勢調査による世帯数の推移。
| 1995年（平成7年）  | 2,298世帯 | [ 6 ]  |  |
| 2000年（平成12年） | 2,794世帯 | [ 7 ]  |  |
| 2005年（平成17年） | 2,913世帯 | [ 8 ]  |  |
| 2010年（平成22年） | 3,036世帯 | [ 9 ]  |  |
| 2015年（平成27年） | 3,239世帯 | [ 10 ] |  |
| 2020年（令和2年）  | 3,362世帯 | [ 11 ] |  |

## 学区
市立小・中学校に通う場合、学区は以下の通りとなる。なお、小学校・中学校入学時に学校選択制度を導入しており、通学区域以外に通学区域に隣接している小学校・平野区内にある中学校から選択することも可能。
| 丁目           | 番   | 小学校             | 中学校               |
| -------------- | ---- | ------------------ | -------------------- |
| 長吉長原一丁目 | 全域 | 大阪市立長吉小学校 | 大阪市立長吉西中学校 |
| 長吉長原二丁目 | 全域 | 大阪市立長吉小学校 | 大阪市立長吉西中学校 |
| 長吉長原三丁目 | 全域 | 大阪市立長吉小学校 | 大阪市立長吉西中学校 |
| 長吉長原四丁目 | 全域 | 大阪市立長吉小学校 | 大阪市立長吉西中学校 |

## 事業所
2021年（令和3年）現在の経済センサス調査による事業所数と従業員数は以下の通りである。
| 丁目           | 事業所数  | 従業員数 |
| -------------- | --------- | -------- |
| 長吉長原一丁目 | 91事業所  | 1,401人  |
| 長吉長原二丁目 | 59事業所  | 320人    |
| 長吉長原三丁目 | 56事業所  | 354人    |
| 長吉長原四丁目 | 64事業所  | 697人    |
| 計             | 270事業所 | 2,772人  |

## 交通

### バス
2020年4月現在
- 大阪シティバス[15]
  - 2号系統：出戸南口 - 長原北口
  - 16号系統：長吉小学校前
  - 33号系統：長吉小学校前 - 長原 - 長原南口
  - 61A・61B号系統：長吉小学校前 - 長原北口

### 道路
- 近畿自動車道：長原インターチェンジ
- 大阪府道2号大阪中央環状線
- 大阪府道179号住吉八尾線
- 大阪府道186号大阪羽曳野線

## 施設
- 大阪市立長吉小学校
- 大阪市立長吉幼稚園[16]
- 平野長原郵便局[17]
- 平野消防署長吉出張所
- りそな銀行長吉支店
- 長吉総合病院
- 辰己建物総合管理本社
- 志紀長吉神社
- 浄覚寺
- 長吉瓜破3号公園
- なみはや公園
- 長原公園

## 史跡
- 長原遺跡

## 出身者
- 笑福亭鶴瓶（落語家）
- 西野七瀬（アイドル・女優）

## その他

### 日本郵便
- 〒547-0016[3]（集配局：平野郵便局[18]）